# 京急デト30形電車
京急デト30形電車（けいきゅうデト30がたでんしゃ）は京浜急行電鉄に1949年（昭和24年）から1989年（平成元年）まで在籍した資材運搬用の事業用電動無蓋貨車である。

## 概要
デト20形の増備として休車中だった木造のデト1形の改造名義で1949年（昭和24年）に31・32が、1964年（昭和39年）に33・34の計4両が東急車輛製造で製造された。荷重10t。製造時により若干形態が異なっていた。

## 車体
平床の典型的な無蓋貨車で、両端に乗務員扉1枚分の奥行きと妻面に窓1枚を設けたリベット組み立ての鋼製運転台が設置された。外観はデト20形とほぼ同じだが、車体が溶接構造、ノーヘッダーとなり、
トラス棒も廃止された。
品川寄り運転台は屋根が荷台側に延ばされてその上に通常の菱枠形パンタグラフを搭載、荷台部には背の低いあおり戸が両運転台間の全長に渡って設けられた。運転台は黄色に赤帯、その他は灰色に塗装されていた。

## 主要機器
主制御器は電動カム軸式の東洋電機製造製自動加速制御器AC-H475-516Dで、主電動機は三菱電機製MB-117（定格出力75kW）を各台車に2基ずつ装架。
台車は汽車会社製2HE、ブレーキ装置は230形などと共通のM三動弁によるAMM自動空気ブレーキを搭載。

## 改造
- 1967年（昭和42年）、主電動機を230形廃車発生品の三菱電機MB-115AFR（定格出力93.3kW）に交換。
- 1968年（昭和43年）、ATS搭載、前照灯を従来の白熱灯からシールドビームへ交換。軸受のローラベアリング化。
- 1973年（昭和48年）、列車無線搭載。アンテナ搭載のため、浦賀寄り運転台屋根形状を一部変更。パンタグラフ付近屋根形状変更。

## 運用

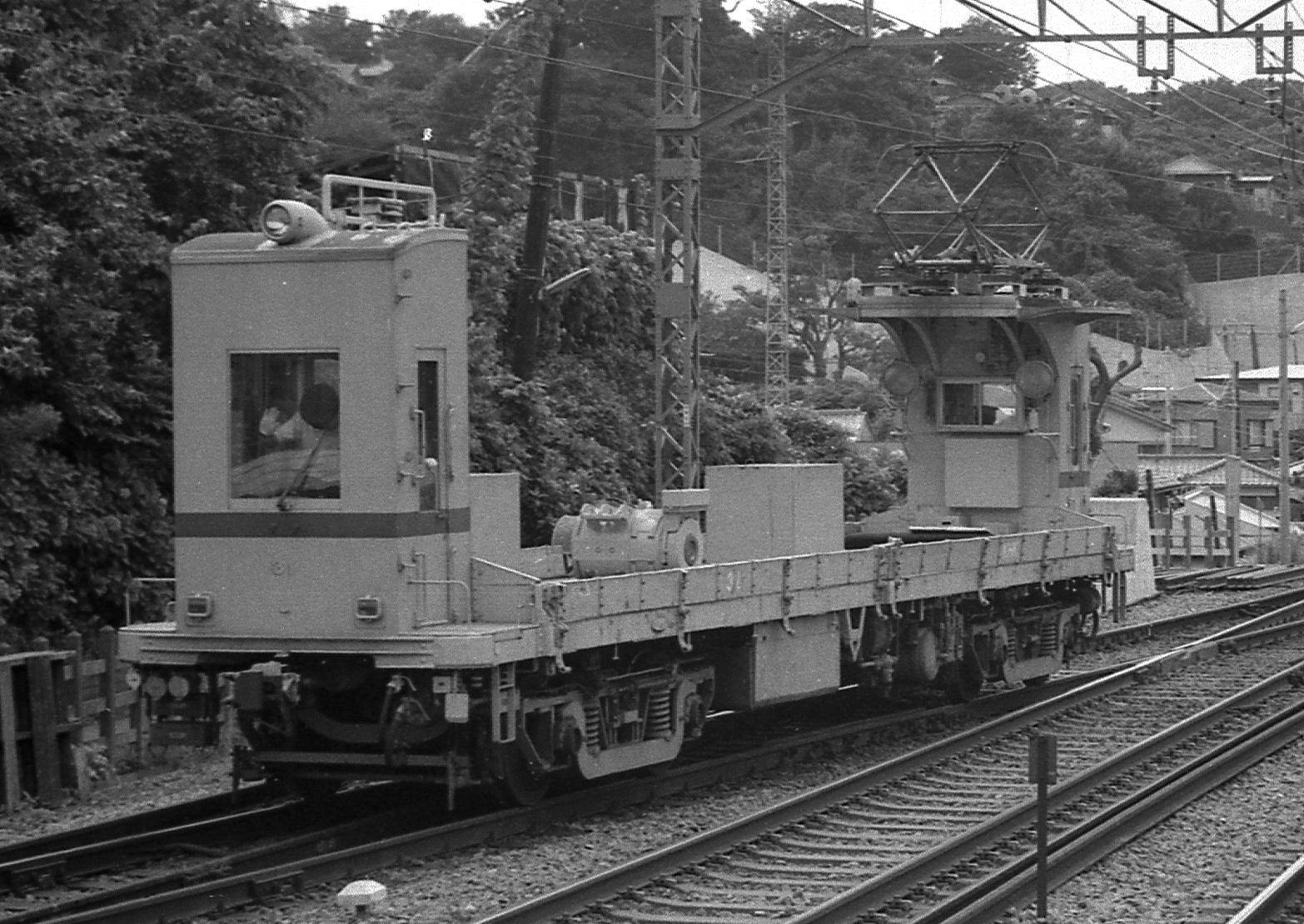
配給列車に運用されるデト30形。堀ノ内にて1989年7月撮影

他の貨車の牽引用または単行での配給列車として使用された。デト11・12形の登場により1989年（平成元年）に全車廃車された。